# Gorcowski Potok
Gorcowski Potok – potok, dopływ rzeki Ochotnicy. Jest ciekiem 4 rzędu o długości 6,514 km i średnim spadku 100 m/km. Na niektórych mapach opisywany jest jako Potok Gorcowy.
Źródła potoku położone są na wysokości ok. 1168 m n.p.m., na Halach Podgorcowych (w sezonie letnim czerpie z nich wodę studencka baza namiotowa na Gorcu). Potok spływa w południowo-wschodnim kierunku w głęboką dolinę, pomiędzy dwoma grzbietami. Od zachodniej strony jest to grzbiet Jaworzynki Gorcowskiej zwanej też Piorunowcem, od wschodniej grzbiet Strzelowskie. W Ochotnicy Dolnej na przysiółku Chryczyki uchodzi do Ochotnicy jako jej lewy dopływ. Znajduje się tam most przez rzekę, a za nim droga wiodąca wzdłuż koryta Potoku Gorcowego w górę.
Cała zlewnia Gorcowskiego Potoku znajduje się we wsi Ochotnica Dolna w województwie małopolskim, w powiecie nowotarskim, w gminie Ochotnica Dolna. W jego dolinie i na obydwu jej zboczach rozłożyły się przysiółki Ochotnicy Dolnej. W kolejności od góry na dół są to: Górniki, Gorcowe, Urbaniaki, Myśliwce, Liptaki, Palczyki i Chryczyki.
W Gorcach istnieje jeszcze jeden potok o podobnej nazwie – Gorcowy Potok.

## Szlaki turystyki pieszej
Ochotnica Dolna – Jaworzynka Gorcowska – Hale Gorcowskie – Hale Podgorcowe – Gorc Gorcowski – Gorc. Odległość 7,3 km, suma podejść 640 m, suma zejść 40 m, czas przejścia 2:50 h, ↓ 1:40 h.